# Ctenoneura birmanica
Ctenoneura birmanica es una especie de cucaracha del género Ctenoneura, familia Corydiidae. Fue descrita científicamente por Princis en 1954.
Habita en Birmania.